# نورمحمدتباشی
نورمحمدتباشی، روستایی است که در بخش بابل‌کنار شهرستان بابل در استان مازندران ایران قرار دارد.

## جمعیت
این روستا در دهستان درازکلا قرار دارد و براساس سرشماری مرکز آمار ایران در سال ۱۳۸۵، جمعیت آن زیر سه خانوار بوده‌است.